# サイドバイク
サイドバイク（SIDE-BIKE）は、コロンブに本社を置く1986年に創業したサイドカー、トライクメーカーである。
2000年に側車に2000ccの自動車エンジンを搭載したゼウス（日本代理店コロフィーが販売した車両のみメガゼウスと呼ぶ）を発表し、キルノスとルネッサンスを発売した。
キルノスとルネッサンスは、従来のシリーズとは異なる。ゼウスは2WSという独特のステアリング性能を持っている。エンジンはPSA・プジョーシトロエンより四気筒エンジンを提供されている。
日本では、コロフィが輸入代理店となって販売している。

## 車種

### サイドカー
- ゼウス

### トライク
- GT3（メーカー呼称はセルテック）